# Nombres birmanos
Los nombres birmanos carecen de una estructura consecutiva como la de la mayoría de los nombres modernos. Los bamar no siguen los extendidos sistemas patronímico o matronímico y, por eso, carecen de apellido. En la cultura de Birmania, se puede cambiar voluntariamente de nombre, a menudo sin conocimiento de las autoridades, para reflejar un cambio que se haya dado en la vida. También, muchos nombres birmanos incluyen un nombre honorífico, agregado en algún momento de la vida, que se convierte en una parte integral del nombre. En los últimos tiempos muchas de estas tradiciones están cambiando y quedando en el pasado.

## Nombres tradicionales y estilo Occidental
Los nombres birmanos eran originalmente monosílabos, como son los casos de U Nu y U Thant (en los cuales "U" es un nombre honorífico). Hacia mediados del siglo XX, muchos birmanos comenzaron a usar nombres de dos sílabas, aunque sin ninguna estructura formal. Hacia finales de la década de 1890, los eruditos británicos observaron que los rakaines adoptaban comúnmente nombres de tres sílabas, mientras que los nombres de los bamars todavía tenían una o dos. Cuando los birmanos comenzaron a familiarizarse con la cultura Occidental empezaron a incrementar el número de sílabas de los nombres de sus hijos, mediante el uso de diversas estructuras. Actualmente, nombres de hasta cuatro sílabas son comunes en los hombres y de cinco sílabas en las mujeres.
Estudiosos en el tema como Thant Myint-U, explican que el origen de los nombres personales birmanos complejos, es consecuencia del derrumbamiento de la monarquía birmana, por el cual cayó en desuso el complicado sistema de nombres pali-birmanos, que eran rangos del ejército de la corona y títulos nobiliarios, dejando a gran parte de la población birmana con un nombre monosílabo. Títulos o nombres de rango anteriores, como min (မင်း: "líder") fueron reciclados como parte de nombres personales.
Por ejemplo, los padres del político nacionalista birmano Aung San se llamaban Pha (ဖာ) y Suu (စု), los cuales son monosílabos. Su nombre de nacimiento era Htain Lin (ထိန်လင်း), pero posteriormente lo cambió por Aung San (အောင်ဆန်း). Su hija recibió el nombre de Aung San Suu Kyi (အောင်ဆန်းစုကြည်). La primera parte, "Aung San", es el nombre que su padre le impuso cuando nació. "Suu" proviene de su abuela y "Kyi" proviene su madre, Khin Kyi (ခင်ကြည်).
La incorporación del nombre del padre o de la madre en el nombre de una persona es muy frecuente ahora, pero no se convierte en un apellido familiar. También se siguen otros modos de hacer nombres .
El uso del nombre del padre, la madre y familiares en los nombres personales es criticado por ser una adopción de una sucesión de nombres que no es propia de la tradición, aunque difiere del estilo occidental.
Los nombres bamar comúnmente incluyen palabras derivadas del idioma pali, junto con palabras nativas birmanas, como:
- Hombres:
  - thura (သူရ ''valiente'', ''gallardo'' desde sūra)
  - thiha (သီဟ ''león'', desde sīha)
  - zeya (ဇေယျာ ''victoria'', desde jāya)
  - wunna (ဝဏ္ ''oro'', desde vanna)
- Mujeres:
  - sanda (စန္ဒာ ''luna'', desde canda)
  - thanda (သန္တာ ''coral'', desde santa)
  - thiri (သီရိ ''esplendor'', desde siri)
  - hayma (ဟေမာ, ''bosque'', haciendo comparación con los Himalayas)

Aquellos birmanos que se casan con un extranjero/a o viajan a países donde se usan apellidos, pueden utilizar algún elemento de su nombre como un apellido. Por ejemplo, la esposa de Tun Myint tomó Myint como el apellido de ella, pero Myint es parte del nombre personal de su marido.

## Honoríficos
Como ya se ha mencionado, los honoríficos se agregan a un nombre de pila, y pueden ser la forma normal de dirigirse a alguien para escribir o para hablar, especialmente con un nombre de una o dos sílabas. El uso de honoríficos está extendido en todos los pueblos de las regiones de Birmania. Aunque algunos grupos étnicos tienen nombres honoríficos especiales, estas palabras son aceptadas y empleadas por otros grupos (en lugar de ser traducidas).
Por ejemplo, los padres de Aung San son generalmente conocidos como U Pha y Daw Suu, que pueden ser traducidos como "Señor Pha" y "Señora Suu", pero a menudo se usan de manera más informal.
A continuación, se exponen algunos honoríficos usados comúnmente en los nombres birmanos:
| Honorífico      | Birmano   | Traducción                                                                                     | Notas |
| --------------- | --------- | ---------------------------------------------------------------------------------------------- | --- |
| Ashin           | အရှင် o အသျှင် | Señor                                                                                          | Utilizado por monjes, nobles, y raramente, por mujeres                                                                                               |
| Binnya, Banya   | ဗညား o ဗညာ   | Utilizado para indicar realeza y nobleza, de mon (ဗညာ/pəɲɛ̀a/)                                   | |
| Bo, Bogyoke     | ဗိုလ်/ဗိုလ်ချုပ်   | Comand/Líder/General                                                                           | Utilizado por oficiales militares (ej: Bogyoke Aung San)                                                                                             |
| Daw             | ဒေါ်         | Tía/Señora                                                                                     | Utilizado por mujeres maduras o mujeres de clase alta (ej: Saw Aung San Suu Kyi)                                                                     |
| Duwa            | ဒူးဝါး        | Jefe                                                                                           | Utilizado por los jefes Kachin |
| Gyi             | ကြီး         | Grande                                                                                         | Utilizado como sufijo para mostrar respeto (ej: Khin-gyi Pyaw)                                                                                       |
| Khun            | ခွန်        | Señor                                                                                          | Utilizado por hombres shan (de ascendencia Kengtung; ej: Khun Htun Oo)                                                                               |
| Ko              | ကို         | Hermano (mayor)                                                                                | Utilizado por hombres de la misma edad (ej: Ko Mya Aye)                                                                                              |
| Ma              | မ         | Hermana/S                                                                                      | Utilizado por mujeres jóvenes o de la misma edad |
| Mahn            | မန်း        | Señor                                                                                          | Utilizado por hombres de la etnia kayin (karen) (ej: Mahn Win Maung)                                                                                 |
| Mai, Me         | မယ်        | Utilizado por algunas mujeres jóvenes en lugar de မ, pero suele ser extremadamente raro su uso | |
| Maung (abrevMg) | မောင်        | Hermano (menor) para varones                                                                   | A veces utilizado como parte de un nombre dado |
| Mi              | မိ         | Señora                                                                                         | Utilizado por algunas mujeres jóvenes, normalmente como apodo (ej: Mi Swe)                                                                           |
| Mi              | မိ         | Señora                                                                                         | Utilizado por mujeres de la etnia mon |
| Min             | မင်း        | Rey                                                                                            | Utilizado como sufijo (ej: Mindon Min) |
| Minh            | မင်း        | Utilizado por niños de la etnia mon; equivalente a Maung, de mon မာံ (/mèm/)                     | |
| Nai             | နိုင်        | Señor                                                                                          | Utilizado por hombres mon; equivalente a U (ej: Nai Shwe Kyin), de mon နဲာ (/nài/)                                                                     |
| Nang            | နန်း        | Señora                                                                                         | Utilizado por mujeres shan, de shan ၼၢင်း (/naaŋ/) |
| Naw             | နော်         | Señora                                                                                         | Utilizado por mujeres karen (especialmente los karen S'gaw)                                                                                          |
| Nant            | နမ့်        | Señora                                                                                         | Utilizado por mujeres karen (especialmente los karen de Pwo Occidental)                                                                              |
| Nan             | နန်း        | Señora                                                                                         | Utilizado por mujeres kraen (especialmente los karen de Pwo Oriental)                                                                                |
| Nan             | နန်း        | Señora                                                                                         | Utilizado por las mujeres shan |
| Nga             | င         | Utilizado como prefijo para hombres, actualmente derogatorios                                  | |
| Sai             | စိုင်း        | Señor                                                                                          | Utilizado por hombres shan (ej: Sai Htee Saing), del shan ၸၢႆး (/tsaaj/)                                                                                |
| Salai           | ဆလိုင်း       | Utilizado por hombres chin                                                                     | |
| Sao             | စဝ်        | Señor                                                                                          | Utilizado por la realeza shan (ej: Sao Shwe Thaik), del shan ၸဝ်ႈ (/tsaw/)                                                                             |
| Saw             | စော         | Señor                                                                                          | Utilizado por la realeza shan (forma birmanizada de Sao) (ej: Saw Mon Hla)                                                                           |
| Saw             | စော         | Señor                                                                                          | Utilizado por hombres karen (especialmente los karen S'gaw y los de Pow Oriental) (ej: Saw Bo Mya, Saw Hla Tun (primer presidente del Estado Karen)) |
| Sa              | စ         | Señor                                                                                          | Utilizado por hombres karen (especialmente los karen de Pwo Occidental)                                                                              |
| Saopha          | စော်ဘွား        | Jefe                                                                                           | Aproximación birmana del shan saopha (ၸဝ်ႈၽႃႉ, /tsaw pʰaa/), utilizado como sufijo por los jefes shan (ej: Nyaungshwe Sawbwa Sao Shwe Thaik)             |
| Saya            | ဆရာ        | Maestro                                                                                        | Utilizado por hombres de avanzada edad o de rango superior                                                                                           |
| Sayadaw         | ဆရာတော်       | Maestro Real                                                                                   | Utilizado por monjes superiores (ej: Sayadaw U Pandita)                                                                                              |
| Sayama          | ဆရာမ       | Maestro                                                                                        | Utilizado por hombres mayores de edad o de rango superior                                                                                            |
| Shin            | ရှင် o သျှင်   | Señor                                                                                          | Utilizado por monjes y mujeres y hombres nobles (arcaicos; ej: Shin Arahan, Shin Ye Htut, Yawei Shin Htwe)                                           |
| Thamein         | သမိန်       | Señor                                                                                          | Forma birmanizada del mon သၟီ (/hmoiŋ/); utilizado por la realeza mon (ej: Smim Htaw)                                                                  |
| Tekkatho        | တက္ကသိုလ်     | Universitario                                                                                  | Utilizado por escritores (arcaicos; ej: Tekkatho Phone Naing)                                                                                        |
| Thakin          | သခင်       | Maestro                                                                                        | Utilizado por los miembros del grupo nacionalista Dombama Asiayone (arcaicos; ej: Thakin Kodaw Hmaing)                                               |
| Theippan        | သိပ္ပံ       | Ciencia                                                                                        | Utilizado por escritores (arcaicos; ej: Theippan Maung Wa)                                                                                           |
| U               | ဦး         | Tío/Señor                                                                                      | Utilizado por monjes, hombres maduros, y hombres de rango superior (ej: U Thant,U Ottama)                                                            |

## Indexación
Según el Manual de estilo de Chicago, los nombres birmanos son indizados por el primer elemento, a menos  de que este sea un honorífico. Los honoríficos son mencionados después de los otros elementos del nombre, separados por una coma, o no se mencionan en absoluto.

## Sistema de nombres basados en la Astrología
Muchos budistas birmanos también hacen uso de la astrología (el cual está determinado por la fecha de nacimiento del individuo, en el calendario tradicional de 8 días) para nombrar a sus hijos. Por ejemplo, un niño que haya nacido un día lunes, puede tener un nombre que empiece con la letra "k" (က). El siguiente es un gráfico tradicional que corresponde el día de nacimiento con la primera letra utilizada en el nombre de un niño, a pesar de que este esquema de nombres no son utilizados universalmente el día de hoy:
| Día                            | Letras                                   |
| ------------------------------ | ---------------------------------------- |
| Lunes (တနင်္လာ)                   | က (ka), ခ (hka), ဂ (ga), ဃ (ga), င (nga) |
| Martes (အင်္ဂါ)                   | စ (sa), ဆ (sa), ဇ (za), ဈ (za), ည (nya)  |
| Miércoles por la mañana (ဗုဒ္ဓဟူး) | လ (la), ဝ (wa)                           |
| Miércoles por la tarde (ရာဟု)    | ယ (ya), ရ (ya, ra)                       |
| Jueves (ကြာသာပတေး)                  | ပ (pa), ဖ (hpa), ဗ (ba), ဘ (ba), မ (ma)  |
| Viernes (သောကြာ)                   | သ (tha), ဟ (ha)                          |
| Sábado (စနေ)                    | တ (ta), ထ (hta), ဒ (da), ဓ (da), န (na)  |
| Domingo (တနင်္ဂနွေ)                | အ (a)                                    |